# Aceraius hidakai
Aceraius hidakai is een keversoort uit de familie Passalidae. De wetenschappelijke naam van de soort is voor het eerst geldig gepubliceerd in 1993 door Kon, Araya & Johki.